# Tour de Vendée 2019
Il Tour de Vendée 2019, quarantottesima edizione della corsa, valevole come evento dell'UCI Europe Tour 2019 categoria 1.1, si svolse il 6 ottobre 2019 su un percorso di 199,5 km, con partenza da Challans e arrivo a La Roche-sur-Yon, in Francia. La vittoria fu appannaggio del francese Marc Sarreau, il quale completò il percorso in 4h26'21", alla media di 44,941 km/h, precedendo i connazionali Christophe Laporte e Bryan Coquard.
Sul traguardo di La Roche-sur-Yon 73 ciclisti, su 107 partiti da Challans, portarono a termine la competizione.

## Squadre partecipanti
| N.    | Cod. | Squadra                  |
| ----- | ---- | ------------------------ |
| 1-7   | ALM  | AG2R La Mondiale         |
| 11-17 | TDE  | Total Direct Énergie     |
| 21-27 | GFC  | Groupama-FDJ             |
| 31-37 | COF  | Cofidis                  |
| 41-47 | DMP  | Delko Marseille Provence |
| 51-57 | NRL  | Natura4Ever-RLM          |
| 61-67 | AUB  | St Michel-Auber 93       |
| 71-77 | PCB  | Team Arkéa-Samsic        |

| N.      | Cod. | Squadra                  |
| ------- | ---- | ------------------------ |
| 81-87   | VCB  | Vital Concept-B&B Hotels |
| 91-96   | RWA  | Selezione Ruandese       |
| 101-107 | VBG  | Team Vorarlberg Santic   |
| 111-117 | CJR  | Caja Rural-Seguros RGA   |
| 121-127 | SRA  | Swiss Racing Academy     |
| 131-137 | CCD  | Differdange-GeBa         |
| 141-147 | EVO  | EvoPro Racing            |
| 151-157 | EUS  | Euskadi-Murias           |

## Ordine d'arrivo (Top 10)
| Pos. | Corridore          | Squadra       | Tempo    |
| ---- | ------------------ | ------------- | -------- |
| 1    | Marc Sarreau       | Groupama      | 4h26'21" |
| 2    | Christophe Laporte | Cofidis       | s.t.     |
| 3    | Bryan Coquard      | Vital Concept | s.t.     |
| 4    | Benoit Cosnefroy   | AG2R          | s.t.     |
| 5    | Lukas Rüegg        | Swiss Racing  | a 3"     |
| 6    | Fernando Barceló   | Euskadi       | s.t      |
| 7    | Kévin Ledanois     | Arkéa         | s.t.     |
| 8    | Julien Simon       | Cofidis       | s.t.     |
| 9    | Julien Trarieux    | Delko         | s.t.     |
| 10   | Niki Terpstra      | Total         | s.t.     |